# Lingue ryukyuane
Le lingue ryukyuane sono lingue nipponiche parlate in Giappone, nell'arcipelago delle Ryūkyū.

## Distribuzione geografica
Secondo l'edizione 2009 di Ethnologue, le lingue ryukyuane contano complessivamente un milione di locutori stanziati nei vari arcipelaghi e isole che compongono le Ryūkyū.

## Storia
Le lingue ryukyuane si differenziarono dalla lingua giapponese "non molto prima che apparissero le prime testimonianze scritte del giapponese, vale a dire non molto prima del VII secolo".

## Classificazione

### Ethnologue (2009)
Secondo l'edizione 2009 di Ethnologue, la classificazione delle lingue ryukyuane è la seguente:
- Lingue nipponiche
  - Lingue ryukyuane
    - Lingue delle isole Amami e Okinawa
      - Lingue Amami-Okinawa settentrionali
        - Lingua amami-oshima settentrionale [codice ISO 639-3 ryn]
        - Lingua amami-oshima meridionale [ams]
        - Lingua kikai [kzg]
        - Lingua toku-no-shima  [tkn]

      - Lingue Amami-Okinawa meridionali
        - Lingua kunigami [xug]
        - Lingua di Okinawa centrale [ryu]
        - Lingua oki-no-erabu [okn]
        - Lingua yoron  [yox]

    - Lingue delle isole Sakishima
      - Lingua miyako [mvi]
      - Lingua yaeyama [rys]
      - Lingua yonaguni [yoi]

### Heinrichet al.(2015)
Secondo Heinrich et al., la classificazione è la seguente:
- nipponico
  - ryukyuano
    - ryukyuano meridionale
      - macro-yaeyama
        - dunan
        - yaeyama

      - miyako

    - ryukyuano settentrionale
      - okinawa
      - amami